# Авл Корнелий Маммула (претор 217 года до н. э.)
Авл Корне́лий Мамму́ла (лат. Aulus Cornelius Mammula; умер после 215 года до н. э.) — римский военачальник и политический деятель из патрицианского рода Корнелиев, претор 217 года до н. э.

## Биография
В 217 году до н. э., в самом начале Второй Пунической войны, Авл Корнелий занимал должность претора. В этом качестве он провёл обряд «Священной весны». В следующем году Маммула получил в управление Сардинию с полномочиями пропретора. Известно, что он просил у сената денег и продовольствия, но ничего не получил: Республика слишком оскудела и тем, и другим после поражения при Каннах. Поэтому Авлу Корнелию пришлось обратиться к союзникам.
В начале 215 года до н. э. Маммула вернулся из своей провинции в Рим. После этого он не упоминается в источниках.